# Département d'Aoujeft

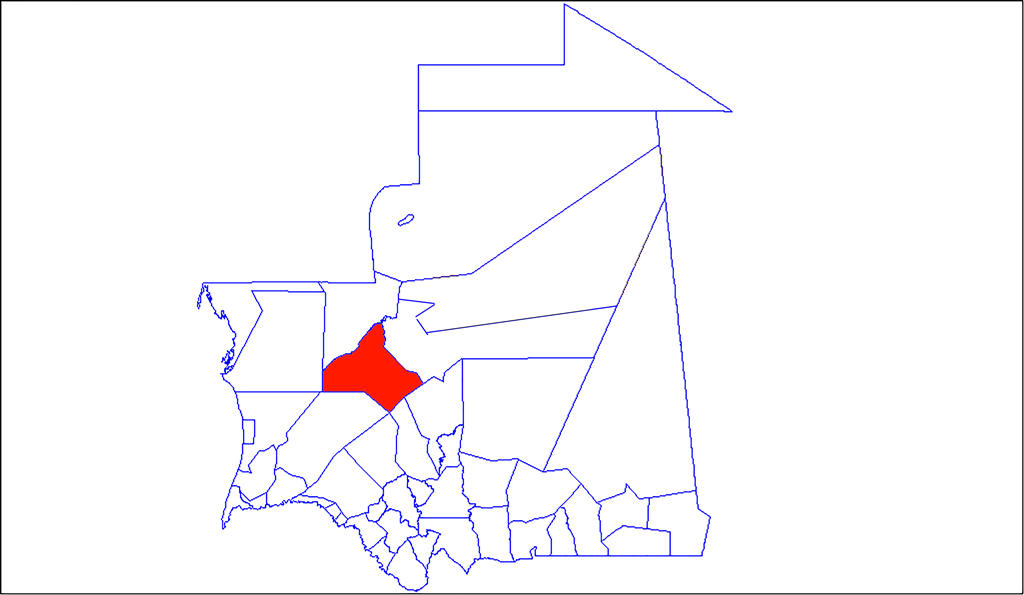
Localisation du département d'Oujeft en Mauritanie

Le département d'Aoujeft est l'un des quatre départements (appelés officiellement moughataas) de la région de l'Adrar en Mauritanie.

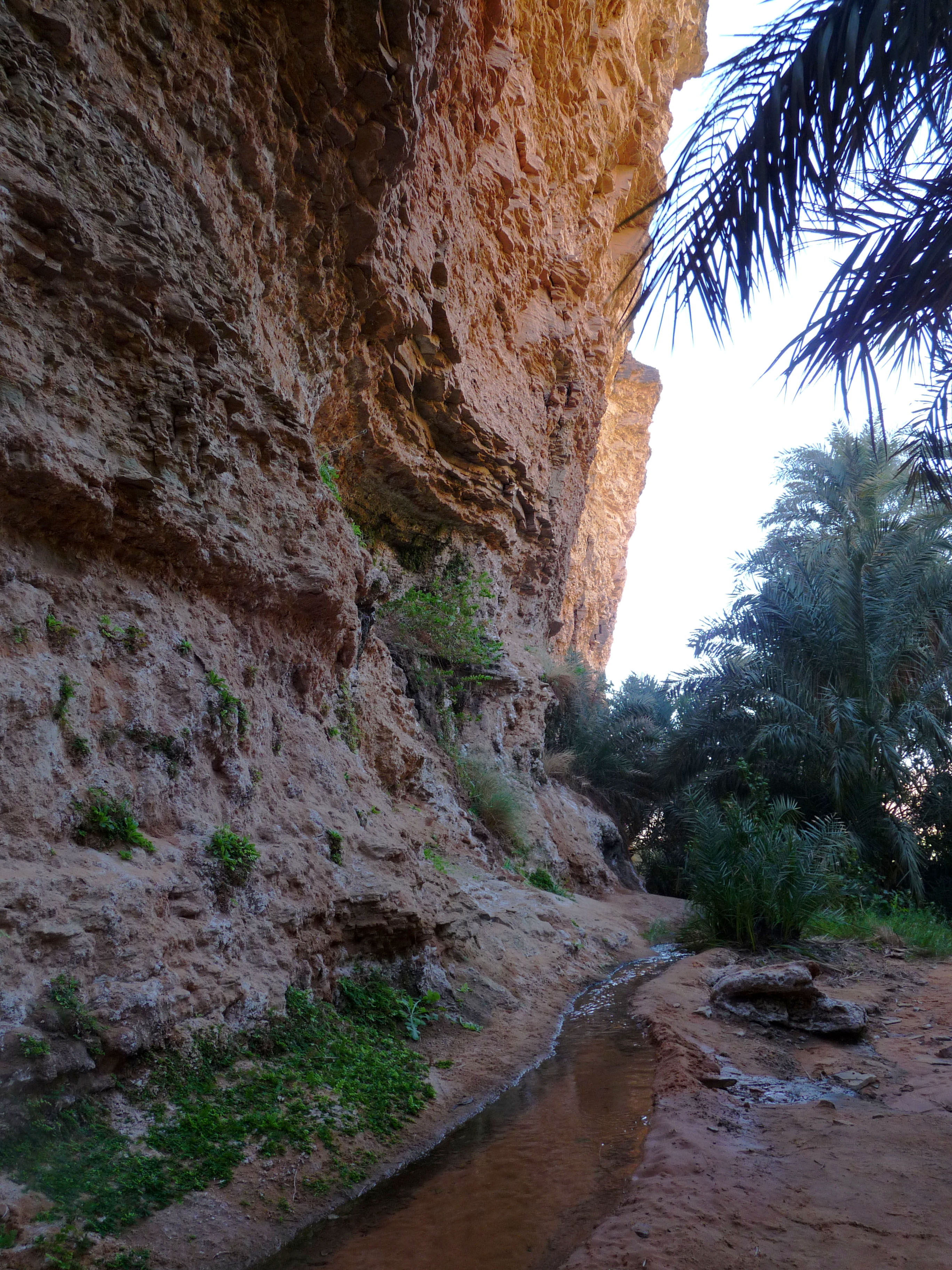
Oasis de Tergit, département d'Aoujeft

## Liste des communes du département
Le département d'Aoujeft est constitué de quatre communes :
- Aoujeft
- Maaden avec Tergit
- N'Terguent
- El Medah

En 2000, l'ensemble de la population du département d'Aoujeft regroupe un total de 20 181 habitants (9 329 hommes et 10 852 femmes).